# Oblast' di Ternopil'
L'oblast' di Ternopil' (in ucraino Тернопільська область?, Ternopil's'ka oblast') è una delle 24 oblast' dell'Ucraina, con capoluogo Ternopil'.

## Suddivisioni

### Suddivisone amministrativa dopo il 2020
L'oblast' di Ternopil'  è suddivisa amministrativamente in 3 distretti: Čortkiv, Kremenec' e Ternopil'.
I dati che seguono mostrano il numero di ogni tipo di suddivisione amministrativa:
- Distretti: 3
- Città: 14
- Insediamenti rurali: 17
- Villaggi: 1 019

### Suddivisione amministrativa prima del 2020
Prima della riforma amministrativa del 2020 l'oblast' di Ternopil' era suddivisa in 17 distretti e 4 città direttamente subordinate al consiglio di oblast': Berežany, Kremenec'  e Ternopil', capoluogo.
I dati che seguono mostrano il numero di ogni tipo di suddivisione amministrativa prima della riforma amministrativa del 2020:
- Distretti: 17
- Città: 14
- Insediamenti rurali: 17
- Villaggi: 1 019